# Maxillicosta meridianus
Maxillicosta meridianus är en fiskart som beskrevs av Motomura, Last och Martin F. Gomon 2006. Maxillicosta meridianus ingår i släktet Maxillicosta och familjen Neosebastidae. Inga underarter finns listade i Catalogue of Life.